# Гірська полівка
Альтикола, або «гірська полівка» (Alticola) — рід гризунів родини Щурові (Arvicolidae).
Довжина тіла — від 80 до 140 мм, важать — 37-49 г. Колір шерсті зверху від сріблисто-сірого до коричневого і червонуватого, знизу — білий або палево-білий. В північних форм добре виражена сезонна зміна забарвлення хутра. Описано 12 видів.
Поширені в гірських районах Центральної і Північно-Східної Азії. Гірські полівки дотримуються кам'янистих ділянок на висоті від 500 до 6000 м. Можуть бути активні цілу добу. Живуть поодинці в порожнечах і щілинах серед скель і каменів; лише плоскочерепна полівка (Alticola strelzovi) утворює невеликі колонії. Розмножуються 1—3 рази в рік, у виводку 5—11 дитинчат. Деякі є носіями збудників трансмісивних захворювань, у тому числі чуми.

## Класифікація
- Alticola albicaudus — Індія, Пакистан
- Alticola argentatus — Афганістан, Китай, Індія, Казахстан, Киргизстан, Пакистан, Таджикистан, Узбекистан
- Alticola barakshin — пн. Китай, Монголія, пд. Сибір
- Alticola kohistanicus — Пакистан
- Alticola lemminus — сх. Сибір
- Alticola macrotis — Китай, Казахстан, Монголія, пд. Сибір
- Alticola montosa — Індія, Пакистан
- Alticola olchonensis — ендемік островів Ольхон і Огой, озера Байкал
- Alticola parvidens — Афганістан, Пакистан
- Alticola roylei — пн. Індія
- Alticola semicanus — пн. Китай, Монголія, пд. Сибір
- Alticola stoliczkanus — Китай, Індія, Непал
- Alticola strelzowi — Китай (Сіньцзян), Казахстан, Монголія, пд. Сибір
- Alticola tuvinicus — Монголія, пд. Сибір